# گالری هنر ونکوور

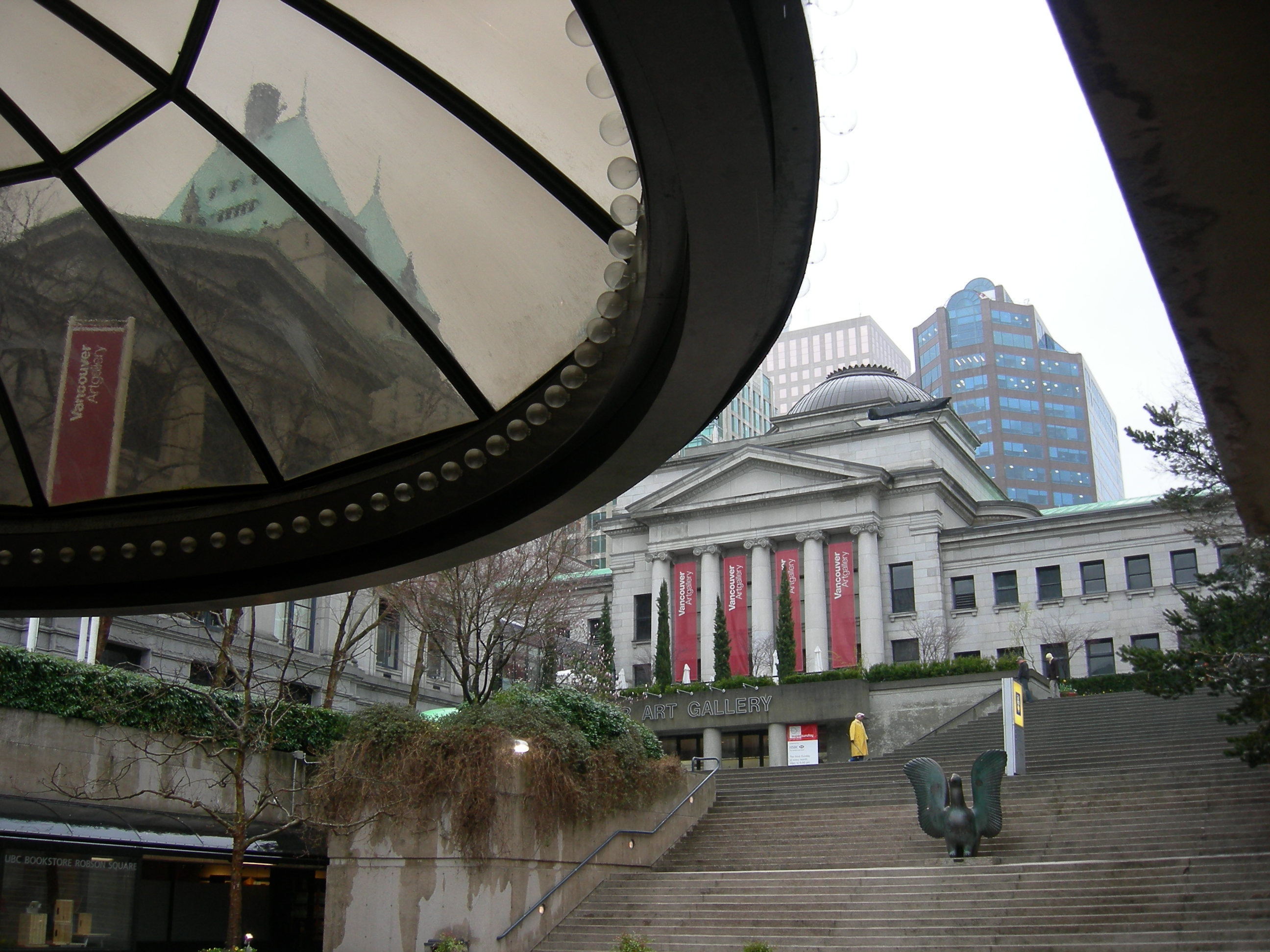
گالری هنر ونکوور از زیر خیابان رابسون.

گالری هنر ونکوور (به انگلیسی: Vancouver Art Gallery)؛ (اختصاری VAG) پنجمین موزه هنری یا نگارخانه بزرگ در کانادا و بزرگترین در غرب کانادا است که در شماره ۷۵۰ خیابان هورنبی در ونکوور بریتیش کلمبیا واقع است. این گالری در مجموعه دائمی خود در حدود ۱۱٬۰۰۰ اثر هنری دارد شامل بیش از ۲۰۰ اثر مهم از امیلی کار، گروه هفت، جف وال، هری کالاهان و مارک شاگال.

## نگارخانه
گالری هنر ونکوور در سال ۱۹۳۱ تأسیس شد و در سال ۱۹۸۳ به ساختمان سابق دادگاه استانی نقل مکان کرد؛ که بازسازی آن با هزینه ۲۰ میلیون دلار توسط آرتور اریکسون معمار و طراح شهری کانادایی انجام شد.

## نمایشگاه‌ها
این موزه در سال ۲۰۲۳ میزبان نمایشگاه مروری بر آثار پرویز تناولی، با عنوان شعرا، قفل‌ها و قفس‌ها بود.